# Cercyon connivens
Cercyon connivens är en skalbaggsart som beskrevs av Henry Clinton Fall 1924. Cercyon connivens ingår i släktet Cercyon och familjen palpbaggar. Inga underarter finns listade i Catalogue of Life.